# 912 км
912 км — железнодорожный разъезд (населённый пункт) в Сызранском районе Самарской области. Входит в состав сельского поселения Новозаборовский.

## География
Населённый пункт находится у железнодорожной линии Барыш — Сызрань, около автодороги 36К-733, на расстоянии примерно 6 км к западу от северо-западной границы города Сызрань, административного центра района.

### Часовой пояс
Железнодорожный разъезд 912 км, как и вся Самарская область, находится в часовой зоне МСК+1. Смещение применяемого времени относительно UTC составляет +4:00.

## История
Населённый пункт появился при строительстве железной дороги. В селении жили семьи тех, кто обслуживал железнодорожную инфраструктуру.

## Население
| 2010 |
| ---- |
| 0    |

## Инфраструктура
Путевое хозяйство Куйбышевской железной дороги. Действует остановочный пункт Заборовка.